# Ги дьо Лузинян
Вижте пояснителната страница за други личности с името Гуидо.
Ги (Гвидо) дьо Лузинян (на френски: Guy de Lusignan; * ок. 1150, † 1194) е френски рицар – една от емблематичните фигури в историята на кръстоносните войни от края на 12 век. Чрез брака си за йерусалимската кралица Сибила Ги дьо Лузинян става jure uxoris крал на Йерусалим от 1186 до 1192, а от 1192 до 1194 г. е и сеньор на Кипър.

## Произход
Той е син на Хуго VIII дьо Лузинян (* ок. 1106, † 1173) и съпругата му Бургон дьо Ранкон.

## Брак със Сибила. Управление
Пристигнал в Светите земи на неизвестна дата, през 1180 г. Ги дьо Лузинян се жени за Сибила Йерусалимска (1160 – 1190) – сестра и единствена наследница на йерусалимския крал Балдуин IV (1161 – 1185), вдовица на Вилхелм Монфератски „Дългия меч“ († 1177), граф на Яфа и Аскалон в Йерусалимското кралство, и майка на Балдуин V († 1186). Бракът е политическа сделка, целяща да предотврати външна намеса и планиран преврат в кралството.
Поради влошаващото се здраве на краля Ги е назначен за регент на кралството. След като съпругата му наследява брат си на престола, тя коронова Ги дьо Лузинян за свой съвладетел. Управлението на Дьо Лузинян в Йерусалим е белязано от кръвопролитни конфликти между кръстоносците и айюбидите, предвождани от Саладин, чиято кулминация е катастрофалната битка при Хатин от юли 1187, в която самият крал е пленен, и последвалото три месеца по-късно падане на Йерусалим.
Прекарал година пленничество в Дамаск, Ги е освободен от Саладин. След като получава от Конрад Монфератски (съпругът на Изабела I Йерусалимска, сестрата на Сибила) унизителен отказ да влезе в Тир – последната християнска крепост на Йерусалимското кралство, Ги участва в обсадата на Акра през 1189 г. Обсадата на Акра се превръща в кулминация на Третия кръстоносен поход, предвождан от френския крал Филип II Огюст и английския крал Ричард I Лъвското сърце. След победата при Акра между овдовелия вече Ги дьо Лузинян и Конрад Монфератски избухва спор за короната на Йерусалим. Въпреки че Ги се ползва с подкрепата на английския крал Ричард I, йерусалимските барони избират за крал през 1192 г. Конрад Монфератски, който обаче е убит от асасини дни след избирането си. Ролята на Ричард I и Ги дьо Лузиян в покушението над Конрад Монфератски обаче остава неизяснена. Въпреки всичко, Ги дьо Лузинян е компенсиран за загубата на йерусалимската корона, като получава от Ричард I управлението на Кипър, който английският крал е успял да завоюва от Византия. Ги управлява Кипър до смъртта си през 1194 г., когато е наследен от брат си Амори I дьо Лузинян.

## Фамилия
Ги дьо Лузинян се жени през април 1180 г. за Сибила Йерусалимска (* 1159, † 1190), дъщеря на крал Амори I Йерусалимски и Агнес дьо Куртене. Te имат 4 деца:
- Алис дьо Лузинян († 1190)
- Мари дьо Лузинян († 1190)
- и две други.